# Vlag van Anderlues
De vlag van Anderlues is op  6 november 1991 bij raadsbesluit vastgesteld als de vlag van de Henegouwse gemeente Anderlues. De vlag kan als volgt worden beschreven:
Rood met witte keper.
De vlag werd pas op 8 december 1992 bevestigd door de Franse Gemeenschapsregering. De vlag is gebaseerd op het gemeentewapen. Tot 1992 gebruikte de stad Anderlues waarschijnlijk een vlag met twee verticale banen van rood-wit.

Voorgaande vlag (tot 1992)